# 勤労者女性会館しなのき
勤労者女性会館しなのき（きんろうしゃじょせいかいかんしなのき）とは、長野県長野市にある音楽ホールを兼ねた複合施設である。通称は『しなのき』。

## 概要
1995年（平成7年）4月10日に開館。勤労者団体や女性団体の拠点、勤労者と女性が気軽に集まることができる場所として建設された。
脱車社会を先取りする会館として、利用者用の駐車所がない（地下駐車場は従業員専用である）。

### 音楽ホール
移動観覧席となっており、295の座席を全て収納する事ができる。また会議室として使用することもできる。

## 沿革
- 1994年（平成6年） - 竣工
- 1995年（平成7年）4月10日 - 開館

## フロア
- 4F - 音楽室・録音室 など
- 3F - 応接室・研修室・和室・視聴覚室・第一～第三会議室 など
- 2F - 男女共同参画センター・ホール・ホワイエ・喫煙室 など
- 1F - 管理事務所・シルバー人材センター・長野市勤労者共済会 など
- BF - トレーニングルーム・従業員専用駐車場 など

## アクセス
- JR東日本・長野電鉄長野駅善光寺口より徒歩約15分
- 長野電鉄長野線権堂駅より徒歩約2分